# Liste der Monuments historiques in Saint-Pierre-Quiberon
Die Liste der Monuments historiques in Saint-Pierre-Quiberon führt die Monuments historiques in der französischen Gemeinde Saint-Pierre-Quiberon auf.

## Liste der Bauwerke
| Bezeichnung                     | Beschreibung | Standort                | Kennzeichnung | Schutzstatus | Datum | Bild |
| ------------------------------- | ------------ | ----------------------- | ------------- | ------------ | ----- | ---- |
| Megalithanlagen von Kerbourgnec |              | Rue des Menhirs (Lage)  | PA00091706    | Classé       | 1889  |      |
| Cromlech de Saint-Pierre        |              | Rue du Cromlec’h (Lage) | PA00091707    | Classé       | 1889  |      |
| Dolmens du Port-Blanc           |              | Port Blanc (Lage)       | PA00091709    | Classé       | 1889  |      |
| Dolmen Roc’h en Aud             |              | Roc en Aud (Lage)       | PA00091708    | Classé       | 1889  |      |
| Fort de Penthièvre              |              | Penthièvre (Lage)       | PA00091710    | Inscrit      | 1933  |      |
| Île Thinic                      |              | Île Thinic (Lage)       | PA00091711    | Classé       | 1927  |      |
| Îlot de Guernic                 |              | La Côte Sauvage (Lage)  | PA00091712    | Classé       | 1930  |      |
| Tumulus de Beg-en-Aud           |              | Beg en Aud (Lage)       | PA00091714    | Classé       | 1927  |      |
| Tumulus von Mané-Becker-Noz     |              | Mané Becker Noz (Lage)  | PA00091713    | Classé       | 1913  |      |

## Liste der Objekte
- Monuments historiques (Objekte) in Saint-Pierre-Quiberon in der Base Palissy des französischen Kultusministeriums